# Vlag van Praag

Vlag van Praag (ratio 2:3)

Versie met wapen (niet officieel)

De vlag van Praag bestaat uit twee even hoge horizontale banen in de kleuren geel (boven) en rood. Deze kleuren zijn afgeleid van de kleuren van het wapen van Praag. De vlag is sinds 28 april 1891 in gebruik.
De vlag van Moravië ziet er hetzelfde uit als de wapenloze versie, maar heeft verder niets met de Praagse vlag te maken.

## Stadsdistricten van Praag

Praag 1
Praag 2
Praag 3
Praag 4
Praag 5
Praag 6
Praag 7
Praag 8
Praag 9
Praag 10
Praag 11
Praag 12
Praag 13
Praag 14
Praag 15
Praag 16-Radotín
Praag 17-Řepy
Praag 18-Letňany
Praag 19-Kbely
Praag 20-Horní Počernice
Praag 21-Újezd nad Lesy
Praag 22-Uhříněves
Praag-Běchovice
Praag-Benice
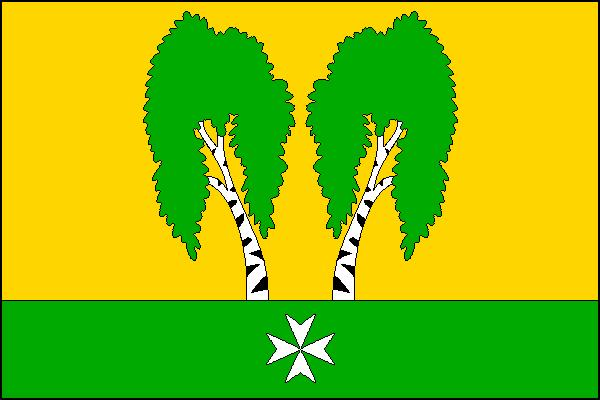
Praag-Březiněves
Praag-Čakovice
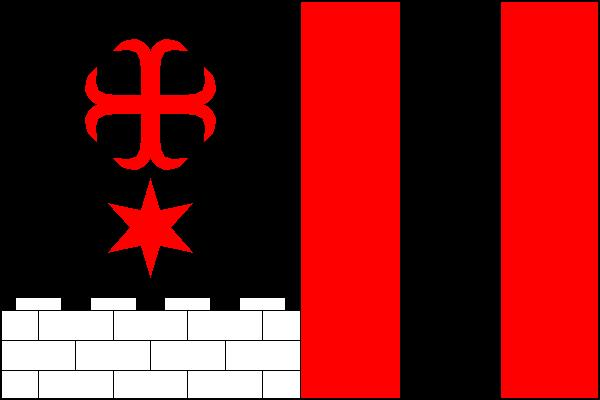
Praag-Ďáblice
Praag-Dolní Chabry
Praag-Dolní Měcholupy
Praag-Dolní Počernice
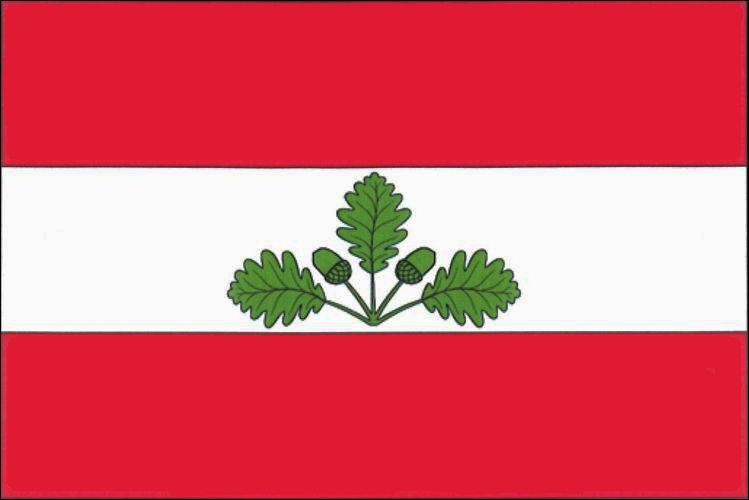
Praag-Dubeč
Praag-Klánovice
Praag-Koloděje
Praag-Kolovraty
Praag-Královice
Praag-Křeslice
Praag-Kunratice
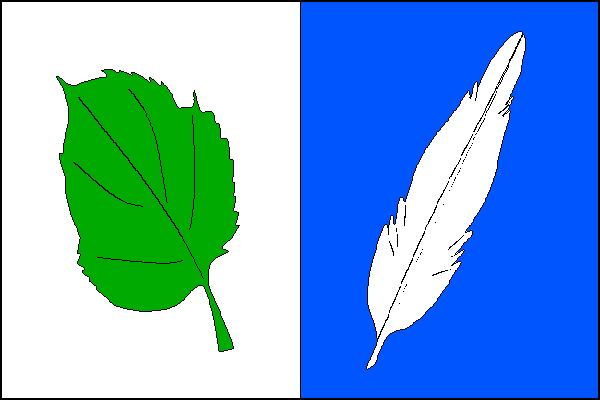
Praag-Libuš
Praag-Lipence
Praag-Lochkov
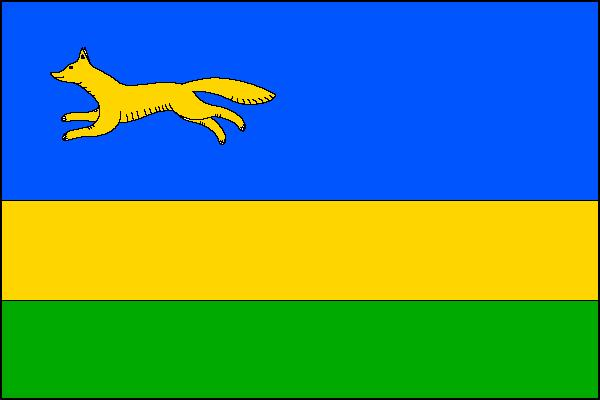
Praag-Lysolaje
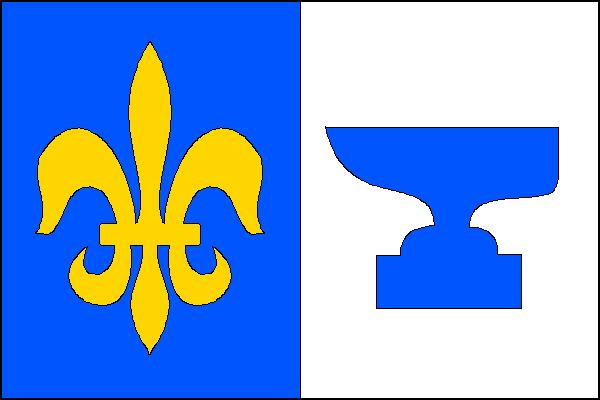
Praag-Nebušice
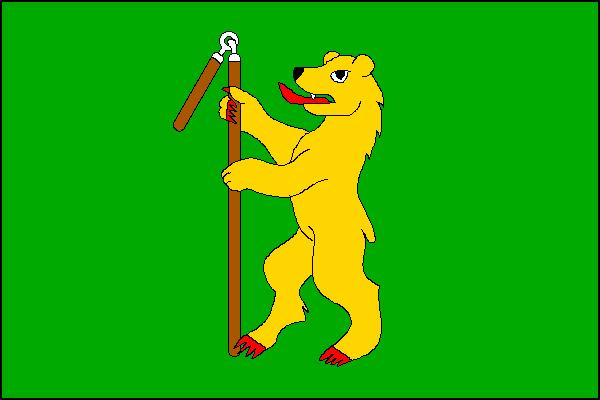
Praag-Nedvězí
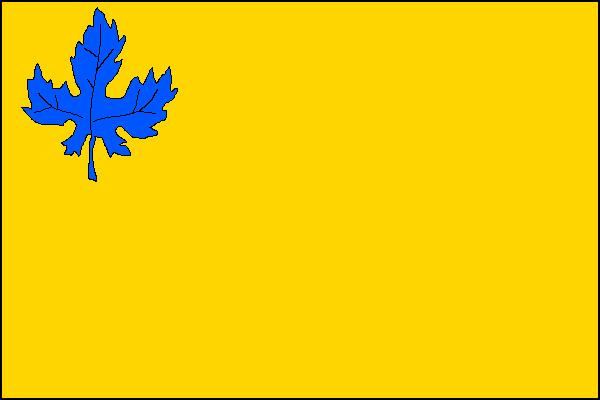
Praag-Petrovice
Praag-Přední Kopanina
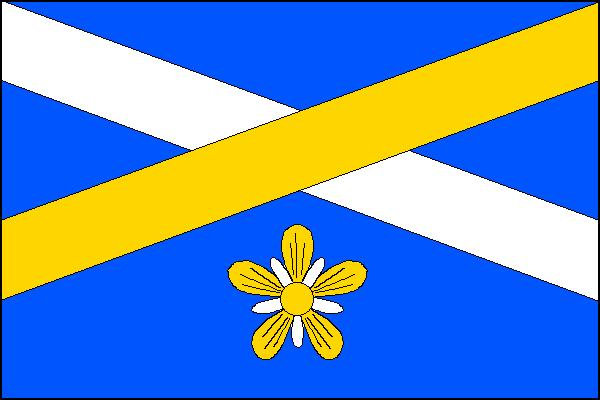
Praag-Řeporyje
Praag-Satalice
Praag-Slivenec
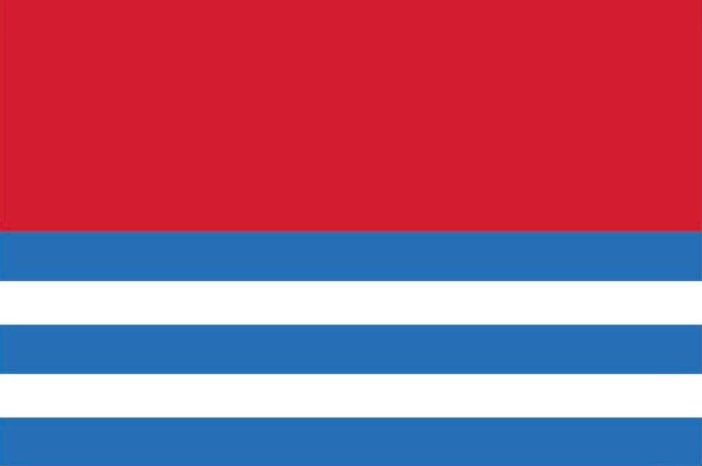
Praag-Suchdol
Praag-Šeberov
Praag-Štěrboholy
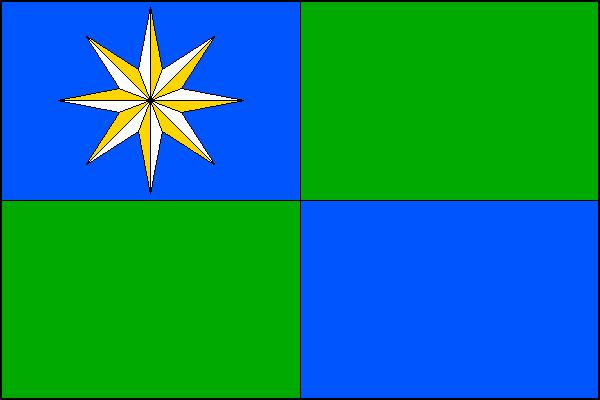
Praag-Troja
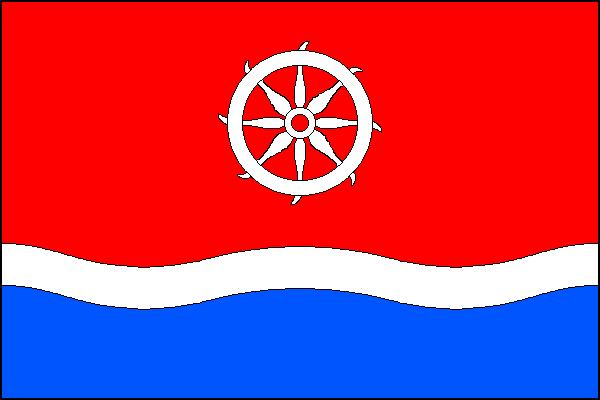
Praag-Újezd
Praag-Velká Chuchle
Praag-Vinoř
Praag-Zbraslav
Praag-Zličín